# 30445 Стірлінг
30445 Стірлінг (30445 Stirling) — астероїд головного поясу, відкритий 5 липня 2000 року.
Тіссеранів параметр щодо Юпітера — 3,322.
Названо на честь шотландського математика Джеймса Стірлінга, (1692-1770).